# Wilhelm von der Schulenburg
Pour les articles homonymes, voir Schulenburg (homonymie).

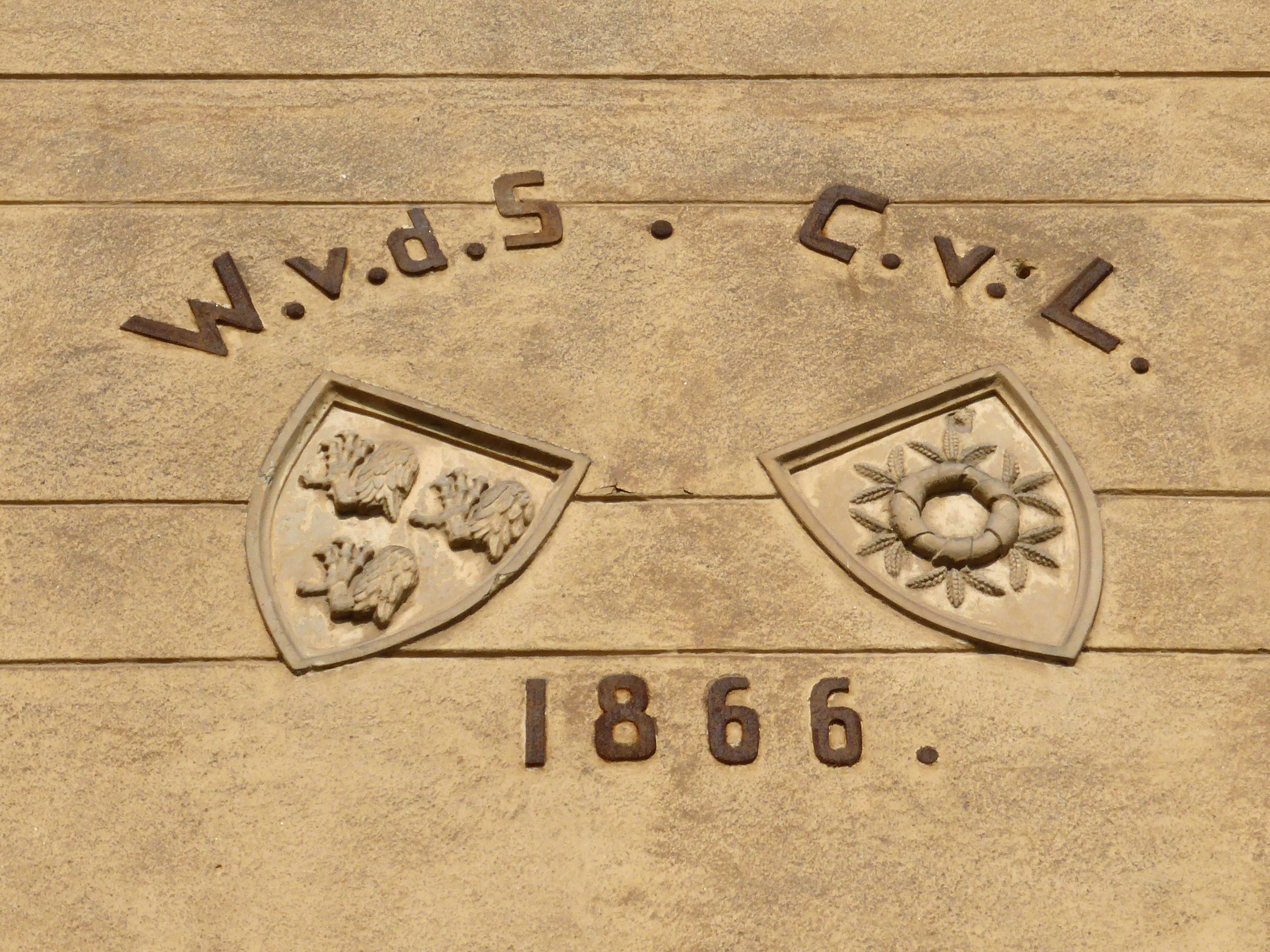
Inscription et armoiries de Wilhelm von der Schulenburg et de son épouse Clara née von Lattorff à la à Beetzendorf

Otto Ludwig Wilhelm Ferdinand von der Schulenburg (né le 15 juin 1806 à Berlin et mort le 5 mai 1883 à Beetzendorf) est un administrateur d'arrondissement prussien et directeur d'État de l'Altmark.

## Famille
Schulenburg est issu de la famille aristocratique d'Altmark von der Schulenburg, mentionnée pour la première fois dans un document en 1237. Il est le fils du capitaine de cavalerie royal prussien et administrateur d'arrondissement Leopold Wilhelm von der Schulenburg (de) (1772-1838), seigneur de Priemern, Bretsch avec Dewitz et Drüsedau, Lindhof, Beetzendorf, Apenburg avec Rittleben, Winterfeld, Probstey Salzwedel, Maaßleben, Eichstedt et Seegarden, et de Juliane von Kirchbach (1785–1873).
Schulenburg se marie en premières noces le 27 septembre 1833 au manoir de Rühstädt dans le Prignitz avec Bertha von Jagow (née le 6 janvier 1813 à Berlin et morte le 20 octobre 1835 au manoir de Salzwedel), la fille du maître chasseur héréditaire de la marche de Brandebourg Friedrich von Jagow, propriétaire de Rühstädt, Quitzöbel et autres, et de la comtesse d'Adélaïde von Hacke. En secondes noces, il se marie le 28 avril 1839 au manoir de Klieken Klara von Lattorff (née le 13 août 1819 au manoir de Klieken et morte le 5 janvier 1890 au manoir de Beetzendorf), la fille du chambellan royal prussien Carl von Lattorf (de), propriétaire à Klieken-Oberhof, et d'Amalie baronne von Houwald (branche de Straupitz). Ses fils sont notamment le maître cuisinier héréditaire et administrateur d'arrondissement royal prussien Werner von der Schulenburg (1841-1913) et le général de division Bernhard von der Schulenburg (1844-1929).

## Biographie
Schulenburg est le fondateur du fidéicommis de Beetzendorf et prévôt de Salzwedel, maître cuisinier héréditaire de la marche de Brandebourg. Il est conseiller privé royal prussien et administrateur d'arrondissement, également directeur d'État de l'Altmark, chevalier légal de l'Ordre de Saint-Jean et député de la chambre des seigneurs de Prusse.

## Fouilles

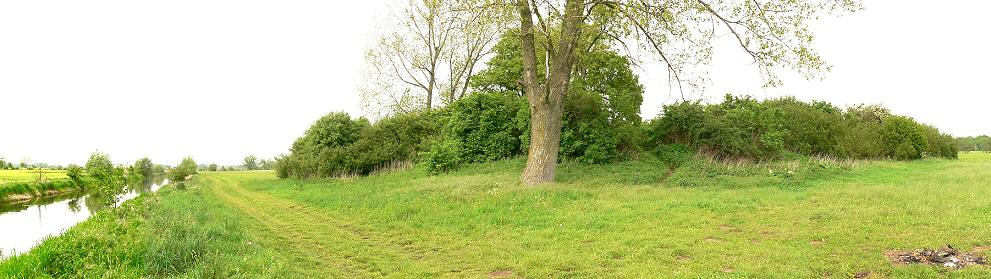
Vestiges de la colline du château de Schulenburg dans l'Altmark

Dans sa fonction de président de longue date de l'association d'histoire et de l'industrie de l'Ancienne Marche (de), Schulenburg fait fouiller et restaurer le site du château de Schulenburg (de) près de Stappenbeck. Lors des fouilles, des armes et des outils médiévaux sont découverts. Le château, tombé en désuétude au XIVe siècle, est le siège éponyme de sa lignée.